# Agromyza nigrella
Agromyza nigrella este o specie de muște din genul Agromyza, familia Agromyzidae. A fost descrisă pentru prima dată de Camillo Rondani în anul 1874. Conform Catalogue of Life specia Agromyza nigrella nu are subspecii cunoscute.